# Kaagweek

## Zeilweek
De Kaagweek is de oudste wedstrijdzeilweek van Nederland. De wedstrijden vinden plaats op de Kagerplassen. De Kaagweek is sinds 1918 ieder jaar georganiseerd, met uitzondering van de oorlogsjaren 1943, 1944 en 1945. De Koninklijke Watersportvereniging De Kaag organiseert elk jaar de Kaagweek, een van de grootste zeilevenementen in Nederland.
Traditiegetrouw gaf de commissaris van de Koningin het startsein voor de Kaagweek. Tijdens de Kaagweek worden wedstrijden georganiseerd voor verschillende klassen zoals de 12-voets jol, Cadet, Laser, Optimist, Pampus, Regenboog, Splash, Valk en de Yngling. Naast de gewone wedstrijden wordt een teamwedstrijd Holland - Friesland gevaren in de Regenboogklasse.

## Varia
In 2008 werd het startsein niet door de Commissaris van de Koningin (Jan Franssen) gegeven, maar liet hij de eer aan de burgemeester van Alkemade, Arie Meerburg, die zijn functie van starter kort daarna weer neerlegde, omdat Alkemade, waartoe De Kaag behoort, per 1 januari 2009 opging in de nieuwe gemeente Kaag en Braassem.

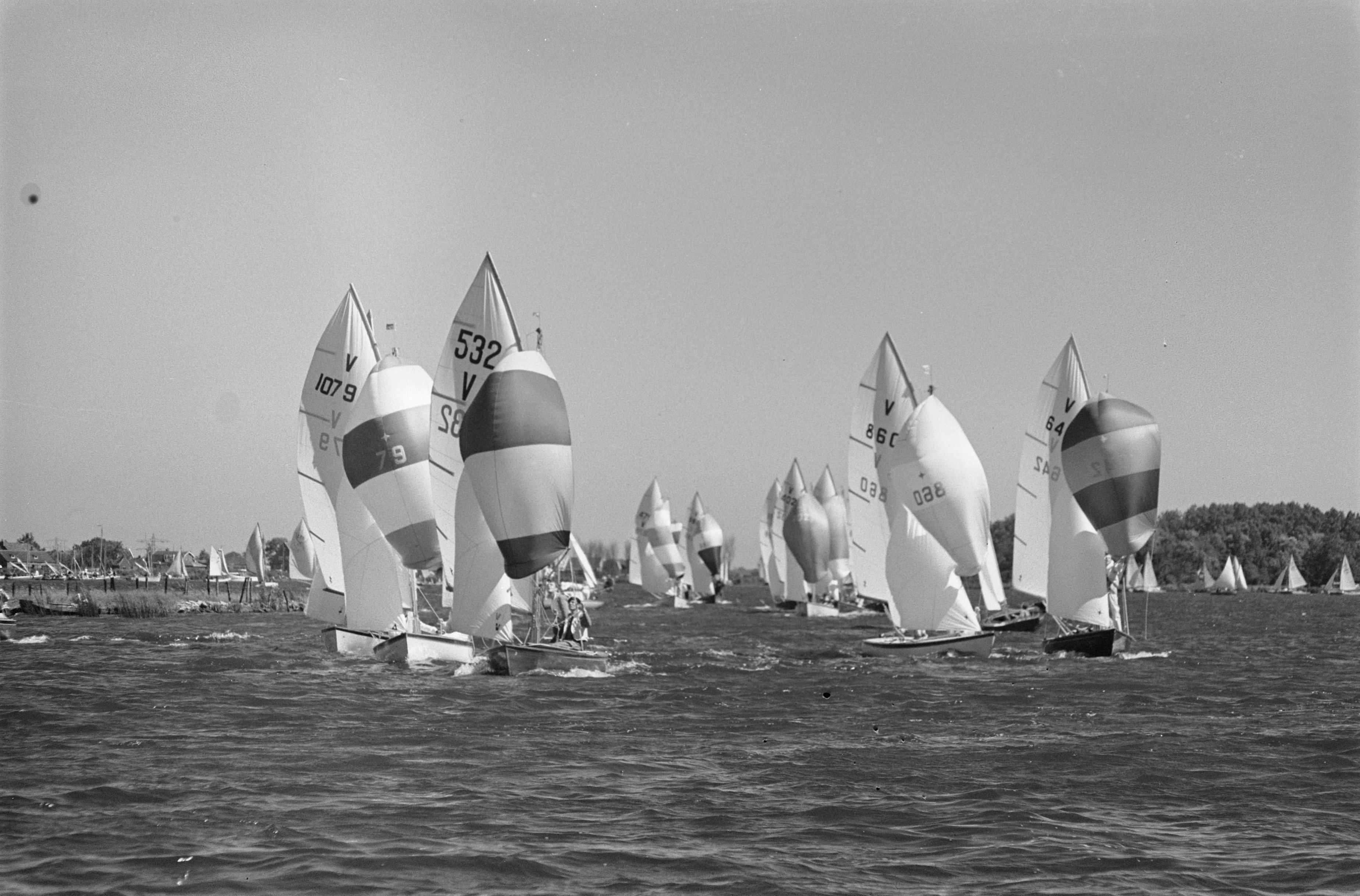
Regenbogen tijdens de Kaagweek van 1963